# Wiktor Petrowitsch Neweschin
Wiktor Petrowitsch Neweschin (russisch Виктор Петрович Невежин; * 4. April 1906 in Sankt Petersburg; † 3. Dezember 1974 in Tallinn) war ein sowjetischer Filmregisseur.

## Laufbahn
Neweschin erlangte 1929 an der Moskauer Arbeiterfakultät den Abschluss im Fach Schauspiel und besuchte danach ein Jahr das Staatliche Institut für Theaterkunst (GITIS). 1935 schloss er die Regieausbildung am Moskauer Kulturinstitut ab.
Parallel zu seiner Zeit am GITIS trat Neweschin am Theater der Revolution auf. Anschließend war er für elf Jahre Regieassistent bei Armenkino, Mosfilm, Tadschikfilm und Mongolkino. Nach kurzzeitiger Tätigkeit für das Wochenschaukino in Kiew arbeitete er von 1944 bis 1952 als Regisseur in Swerdlowsk. Ab 1954 war Neweschin für Tallinnfilm beschäftigt.
1938 inszenierte er zusammen mit Iwan Nikittschenko eine Adaption von Ruslan und Ljudmila. Die beiden Regisseure schrieben zugleich mit Samuil Bolotin das Drehbuch. 1956 drehte Neweschin das Drama Tagahoovis auf Grundlage einer Erzählung von Oskar Luts. Gemeinsam mit Andres Särev verfasste er erneut das Skript. Andere Bekanntheiten des estnischsprachigen Films, mit denen Neweschin zusammenarbeitete, waren Kaljo Kiisk und Jüri Järvet. Für Hullumeelsus (1969) stand er außerdem in einer Komparsenrolle vor der Kamera.